# 蓮華寺 (静岡県森町)
蓮華寺（れんげじ）は、静岡県周智郡森町にある天台宗の寺院。山号は八形山。本尊は阿弥陀如来。

## 由緒
慶雲年間（704年 - 708年）行基の開山により創建されたと伝えられ、天長年間（824年 - 834年）に天台宗の寺となったとされる。中世には寺運も隆盛したが、戦国時代兵火により焼失し寺運は衰微した。江戸時代には江戸幕府から朱印状を与えられていた。

## 文化財
- 静岡県指定文化財
  - 絹本著色天台大師画像